# Semiothisa gratularia
Semiothisa gratularia är en fjärilsart som beskrevs av Walker 1861. Semiothisa gratularia ingår i släktet Semiothisa och familjen mätare. Inga underarter finns listade i Catalogue of Life.